# Christianah Ogunsanya
Christianah Tolulope Ogunsanya (ur. 12 stycznia 2002) – nigeryjska zapaśniczka walcząca w stylu wolnym. Olimpijka z Paryża 2024, gdzie zajęła trzynaste miejsce w kategorii do 53 kg. Zajęła szesnaste miejsce na mistrzostwach świata w 2023 roku.
Złota medalistka igrzysk afrykańskich w 2023, a także mistrzostw Afryki w 2023, 2024 i 2025. Zajęła dziewiąte miejsce na igrzyskach olimpijskich młodzieży w 2018. Mistrzyni igrzysk afrykańskich młodzieży i mistrzostw Afryki kadetów w 2018 roku. 